# إيمانويل مابوانغ
إيمانويل مابوانغ (بالفرنسية: Emmanuel Maboang)‏ (مواليد 27 نوفمبر 1968) هو لاعب كرة قدم. يلعب مع منتخب الكاميرون لكرة القدم. سبق له أن لعب في كأس العالم لكرة القدم مع منتخب بلاده.

## روابط خارجية
- إيمانويل مابوانغ على موقع الاتحاد الدولي (مؤرشف)  (الإنجليزية)
- إيمانويل مابوانغ على موقع قاعدة بيانات كرة القدم.إي يو (الإنجليزية)
- إيمانويل مابوانغ على موقع ناشيونال فوتبول تيمز (الإنجليزية)
- إيمانويل مابوانغ على موقع عالم كرة القدم.نت (الإنجليزية)